# 兩德常駐代表處

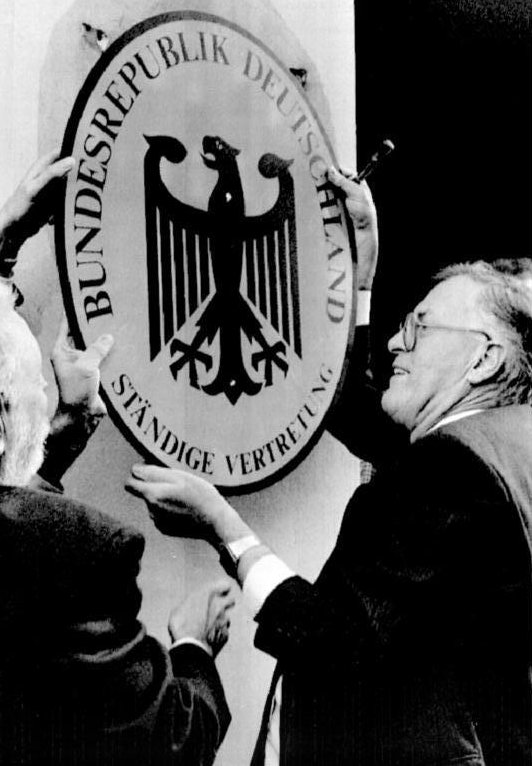
西德常駐東德東柏林代表處的標誌，攝於1990年10月2日（兩德統一前夕）。

常駐代表處（德語：Ständige Vertretung，縮寫），是指兩德分裂時代，西德（德意志聯邦共和國）與東德（德意志民主共和國）為了處理彼此間的實質雙邊關係，而互設於對方之中央政府所在地的代表機構，其中西德常駐東德代表處位於東柏林、東德常駐西德代表處位於波昂。兩德常駐代表處的成立是於1974年時，透過雙方政府的同意而正式落實，直至1990年才隨著兩德統一而宣告廢止。

## 歷史
兩德互設代表機構的法源可追溯至1972年12月21日，當天東西兩德簽署了《兩德基礎條約》，條約中的第8條（Artikel 8）即規定「德意志聯邦共和國與德意志民主共和國應交換常駐代表團，且應設於彼此的政府所在地」[註1]。然而代表處的建立直至1974年前都未能落實，因為自1973年春天起，雖然兩國就互設代表處的議題展開談判:p106，但東德方面對於代表處的特殊地位有所排斥:p141，希望其對西德派遣的代表機構所具有的角色能與其駐在他國的大使館相同:p106，而西德方面則基於「東德不是外國」的立場，堅持雙方互設的單位要稱做常駐代表處，而非大使館:p141。
1974年3月14日，東德外交部副部長庫特·尼爾與西德總理府國務秘書（Staatssekretär）君特·高斯簽訂了《德意志聯邦共和國政府與德意志民主共和國政府間之常駐代表處建立備忘錄》[註2]，以及一份針對細節問題的議定書（Protokollvermerke）。兩者均於該年5月2日生效:p16，而兩座常駐代表處也自同日起分別在東柏林及波昂正式開館運作。東德常駐西德代表處位於波昂東南部，地址為戈德斯貝格大道18號，而西德常駐東德代表處位於東柏林市中心西部，地址為漢諾威街（Hannoverschen Straße）28至30號，官邸則位在萊比錫大街，不過西德代表處的大部分人員居住於西柏林境內，他們可透過查理檢查哨跨境通勤，前往東柏林的代表處上班。
西德常駐東德代表處成立以來，數次與駐匈牙利、波蘭及捷克斯洛伐克等東德鄰國內的西德大使館一起成為東德難民投奔西德或取得庇護權的管道:p148。最早在1975年時，即有東德訪客入館要求出境。東德人民警察為了防止人民脫逃，而在代表處周邊執行定期盤檢，此後東德市民因「非法接近」（unerlaubter Kontaktaufnahme）西德代表處之罪而遭到逮捕的案例超過400宗以上。儘管如此，1980年代內的西德代表處仍發生數起大規模的東德難民入館事件。1984年1月24時，即有20位進入館內的東德公民獲准離開西德代表處、前往西德。同年6月27日時，又因為55位東德人進入代表處而閉館:p390。1989年初，近20名東德公民在西德代表處內滯留約2個星期，之後才於1月11日離館:p392，同年8月8日，西德代表處面臨131名難民的湧入，為了因應擁擠而再度被迫閉館:p393。
1990年10月3日，兩德統一，兩國互設的常駐代表處也隨即撤廢，但其辦公建築並未在當時跟著遭到棄置或拆毀，而是挪作其他用途。柏林的西德代表處舊址被德國聯邦教育及研究部接收、當作其在柏林的第二辦公室，後又改為紀念建築；波昂的東德駐西德代表處辦事樓則在1991年起作為下薩克森和梅克倫堡-西波美拉尼亞兩個邦的邦代表處處址，後則成為德國營養學會會本部所在地，並位於波昂環市觀光街道「民主之路」的沿線上。

## 性質與任務
東德與西德的常駐代表處最高負責人稱作「常駐代表處主任」（Leiter der Ständigen Vertretung），也是兩德對彼此派遣的代表，其上任時需向對方的國家元首遞交到任書（西德主任對東德國務委員會主席呈送，東德主任對西德聯邦總統呈送）。代表處人員及其家屬也享有1961年《維也納外交關係公約》所規定的外交優惠權:p16-17。
除此之外，兩德的常駐代表處在其派駐地內也與不同體系的政府單位對接。在雙方達成的協議及妥協下，東德方面管理西德常駐東德代表處相關事務的部門為外交部，但東德常駐西德代表處的相關事務主管機構則為總理府:p17。
兩德常駐代表處的職責包括就兩德關係中如政治、文化、經濟、郵政、旅遊、學術等領域的互動進行會談或推動交流，以及針對交通要道（如德國24號高速公路（柏林－漢堡高速公路））改善、退休人員協定、非商業性的繳付或匯票往來等議題舉辦洽商。西德駐東德代表處的任務尚包含觀察東德內政、外交、經濟概況，也同時協助東西兩德人民在互訪或探親時所遭遇的問題（如證件申請、財務困難等）:p17。

## 歷屆主任

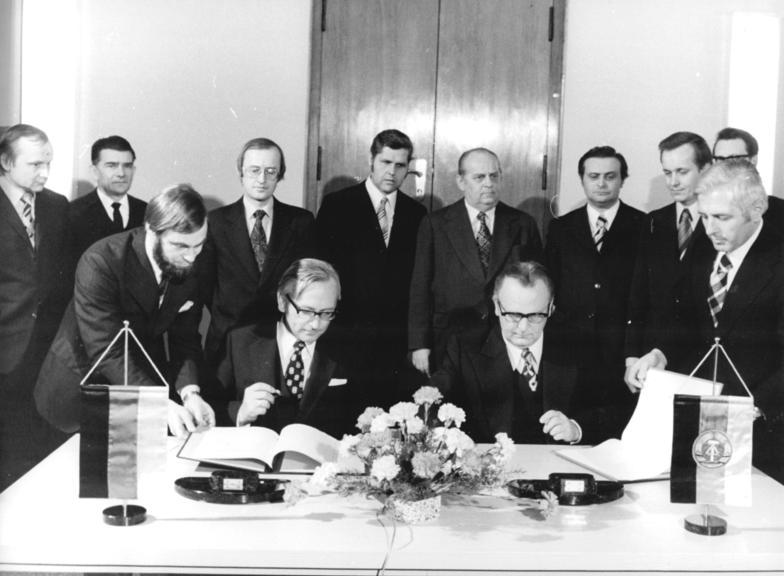
西德常駐東德代表處主任君特·高斯（左）與東德財政部司長漢斯·尼默里希（Hans Nimmerich，右）就兩德過境協定簽署備忘錄，攝於1975年。

| 姓名                             | 上任時間 | 離任時間 | 備註   |
| -------------------------------- | -------- | -------- | ------ |
| 西德常駐東德（東柏林）代表處主任 |          |          |        |
| 君特·高斯（）                    | 1974年   | 1981年   | [ 13 ] |
| 克勞斯·伯林（）                  | 1981年   | 1982年   | [ 13 ] |
| 漢斯·奧托·布羅伊蒂加姆（）       | 1982年   | 1989年   | [ 13 ] |
| 法蘭茲·貝爾特勒（）              | 1989年   | 1990年   | [ 13 ] |
| 東德常駐西德（波昂）代表處主任   |          |          |        |
| 米歇爾·科爾（）                  | 1974年   | 1978年   | [ 13 ] |
| 埃瓦爾德·莫爾特（）              | 1978年   | 1988年   | [ 13 ] |
| 霍斯特·諾伊鮑爾（）              | 1988年   | 1990年   | [ 13 ] |